# Élections sénatoriales françaises de 2014
Des élections sénatoriales ont lieu en France le 28 septembre 2014 afin de renouveler la moitié des membres du Sénat, la chambre haute du Parlement français.
Les sénateurs sont élus au suffrage indirect par des grands électeurs, dont une large majorité sont des délégués des communes. Ainsi, à la suite de la victoire de la droite lors des élections municipales de mars 2014, les élections sénatoriales permettent à la droite de redevenir majoritaire au Sénat, trois ans après avoir laissé la majorité à la gauche.
Cette élection est aussi marquée par l'entrée du Front national au Sénat, une première dans l'histoire de l’assemblée.

## Organisation des élections

### Sénateurs concernés
Ces élections permettront d'élire les 178 sénateurs de la nouvelle série 2 (fin des mandats de 10 ans de certains sénateurs de l'ancienne série C élus en 2004 et des mandats de 6 ans des sénateurs de l'ancienne série A élus en 2008).
La série 2 comprend :
- les sénateurs des départements dont le numéro est compris entre 01 (Ain) et 36 (Indre) ;
- les sénateurs des départements dont le numéro est compris entre 67 (Bas-Rhin) et 90 (Territoire-de-Belfort), à l'exception de ceux situés en Île-de-France ;
- les sénateurs de certains territoires situés Outre-mer : Guyane, Polynésie française, Wallis-et-Futuna, Saint-Barthélemy et Saint-Martin ;
- la moitié des douze sénateurs représentant les Français établis hors de France.

Le même jour, se tient également une élection partielle en Mayenne pour pourvoir au remplacement de Jean Arthuis, démissionnaire. Cette élection n'est pas prise en compte dans cette page qui s'attache uniquement au renouvellement des sièges de la série 2.

### Modalités

Répartition des départements et territoires français par série et mode de scrutin
Série 2 avec scrutin majoritaire.
Série 2 avec scrutin proportionnel.
Série 1 (non concernée par l'élection de 2014).

Le mandat des sénateurs est fixé à six ans. L'élection se déroule au scrutin majoritaire à deux tours pour les circonscriptions élisant 1 ou 2 sénateurs et au scrutin proportionnel à un tour pour les circonscriptions élisant au moins trois sénateurs.
C'est la première fois que la série 2 est renouvelée intégralement. Les départements et collectivités de cette série 2 appartenaient jusqu'alors à la série A renouvelée en 2008 et à la série C renouvelée pour la dernière fois en 2004. La réforme du Sénat de 2003 trouve en 2014 son aboutissement avec un Sénat dont tous les membres auront été élus pour six ans et non plus neuf ans et avec renouvellement par moitié et non plus par tiers.
En 2013, une réforme du mode électoral élargit l'application du scrutin proportionnel avec listes paritaires aux départements élisant 3 sénateurs contre 4 auparavant. Ce mode de scrutin aboutit dans la majorité des cas au partage des sièges entre majorité et opposition. Dans ces départements à trois sénateurs, les sortants sont fréquemment trois hommes issus du même parti. Le nouveau mode de scrutin conduit donc, sauf situation d’extrême domination permettant de réaliser le grand chelem, à obtenir au plus deux sièges pour la liste arrivée en tête, deux hommes ne pouvant donc prétendre être élus sur la même liste. Aussi, certains sortants d'un même parti se présentent en tête de listes concurrentes pour espérer conserver leurs sièges. C'est le cas à droite en Eure-et-Loir, dans l'Eure, dans la Saône-et-Loire et dans le Vaucluse et à gauche dans l'Ain.
Sur les 178 sièges à renouveler, 119 sont pourvus à la représentation proportionnelle (dans 30 circonscriptions, y compris les Français de l'étranger) et 59 selon un scrutin majoritaire (dans 34 circonscriptions, départements ou collectivités).

### Contexte
Sur les 178 sénateurs à renouveler, il y a 96 sénateurs de droite et 82 sénateurs de gauche. La droite doit gagner 7 sièges à la gauche pour faire basculer la majorité à la Haute assemblée. Confrontée à une forte impopularité, la majorité présidentielle craint de perdre le Sénat. Le report des élections cantonales et régionales à 2015 est perçu par l'opposition sénatoriale comme une manœuvre destinée à ce que le corps électoral soit plus favorable à la gauche.
Le 5 mars 2014, Jean-Pierre Bel annonce dans une tribune au journal Le Monde sa décision de ne se représenter ni au poste de Président du Sénat, qu'il occupe depuis 2011, ni à son siège de sénateur de l'Ariège. François Rebsamen est pressenti pour le remplacer comme chef de file socialiste, mais il devient le 2 avril ministre du gouvernement Valls. Le nom de François Patriat est également cité, ainsi que celui de Jean-Michel Baylet, président du parti radical de gauche et membre du groupe RDSE. À l'UMP, Gérard Larcher, Jean-Pierre Raffarin et Philippe Marini font campagne pour la présidence du Sénat,,,.

### Candidats
Les 178 sièges de sénateurs sont brigués par 1 733 candidats, ce qui constitue un record. Les élections de 2011 avaient attiré 1 374 candidatures, la progression étant donc d'environ 25 %. Lors des précédents renouvellements par tiers, en 2004 et 2008, on avait dénombré 1 299 et 754 candidats. 1 433 des 1 733 candidats proviennent des listes proportionnelles. Le principe de parité oblige l'alternance entre hommes et femmes, sur les listes des circonscriptions ayant un scrutin proportionnel, et un binôme titulaire/suppléant de sexe différent, pour les scrutins majoritaires ; néanmoins, seuls 21,5 % des candidats titulaires et 21,4 % des têtes de listes sont des femmes.
118 sénateurs sortants sont candidats à leur succession et 57 ne se représentent pas. Aucun membre du gouvernement ne brigue de siège au Sénat mais trois députés sont candidats : François Baroin, Alain Marc et Georges Ginesta. On compte aussi un président de Conseil régional, François Patriat, et 28 présidents de conseils généraux.

## Collège électoral
Le collège électoral, appelé aussi collège des Grands électeurs, est très majoritairement composé des délégués des conseils municipaux désignés lors d'un vote organisé, en vertu d'une circulaire ministérielle, le 20 juin 2014. Dans les communes de moins de 1 000 habitants, ils sont désignés au scrutin majoritaire par et parmi les conseillers municipaux ; pour les communes de 1 000 à 9 000 habitants, ils sont élus lors d'un scrutin proportionnel. Au-dessus de 9 000 habitants, tous les conseillers municipaux sont automatiquement grands électeurs mais des délégués supplémentaires sont élus à la proportionnelle pour les villes de plus de 30 000 habitants. Dans les collectivités d'outremer, les conseillers territoriaux appartiennent au collège électoral.
Il comprend aussi les conseillers généraux ainsi que les conseillers régionaux élus dans le département ou le territoire concerné par l'élection, de même que les députés (de l'Assemblée nationale mais pas du parlement européen).
La réforme du 2 août 2013 a introduit plusieurs modifications du mode de scrutin applicables en 2014 pour la première fois.
Dans les villes de plus de 30 000 habitants, les conseils municipaux désignent dorénavant un délégué supplémentaire par tranche de 800 habitants au-delà de 30 000, contre un pour 1 000 auparavant. Cette modification renforce donc le poids des grandes villes.
Les sénateurs des départements et collectivités renouvelables peuvent eux-mêmes prendre part au scrutin, de la même façon que les députés qui font déjà partie du collège électoral, afin de réduire les inégalités entre les sénateurs qui ont un mandat local et ceux qui n'en disposent pas.
Enfin, depuis la loi du 22 juillet 2013, le collège élisant les sénateurs représentant les Français de l'étranger s'est considérablement agrandi, en application du principe de représentativité démographique imposé par le Conseil constitutionnel, passant de 155 en 2011 à 533 en 2014. Il est composé des 442 conseillers consulaires élus en mai 2014 dans les circonscriptions consulaires du monde entier, des 68 délégués consulaires élus en même temps dans les circonscriptions ayant le plus de Français inscrits au registre mondial et des députés et sénateurs les représentant. Jusqu'alors, ce collège se confondait avec l'Assemblée des Français de l'étranger.
En application des règles applicables pour les élections sénatoriales françaises, le collège électoral appelé à élire les sénateurs en 2014 se compose de la manière suivante :
| Grands électeurs                    | Nombre | %        |
| ----------------------------------- | ------ | -------- |
| Délégués des communes               | 83 185 | 94,93 %  |
| Conseillers généraux                | 2 386  | 2,72 %   |
| Conseillers régionaux               | 1 061  | 1,21 %   |
| Députés                             | 301    | 0,35 %   |
| Sénateurs                           | 182    | 0,21 %   |
| Conseillers et délégués consulaires | 510    | 0,58 %   |
| Total                               | 87 625 | 100,00 % |

## Résultats

### Résultats par nuance
| Nuances                  | Nuances                              | Nuances                  | Scrutin proportionnel | Scrutin proportionnel | Scrutin proportionnel | Scrutin majoritaire | Scrutin majoritaire | Scrutin majoritaire | Scrutin majoritaire | Scrutin majoritaire | Scrutin majoritaire | Scrutin majoritaire | Total sièges |  |
| Nuances                  | Nuances                              | Nuances                  | Scrutin proportionnel | Scrutin proportionnel | Scrutin proportionnel | Premier tour        | Premier tour        | Premier tour        | Second tour         | Second tour         | Second tour         | Total               | Total sièges |  |
| Nuances                  | Nuances                              | Nuances                  | Voix                  | %                     | Sièges                | Voix                | %                   | Sièges              | Voix                | %                   | Sièges              | Total               | Total sièges |  |
| ------------------------ | ------------------------------------ | ------------------------ | --------------------- | --------------------- | --------------------- | ------------------- | ------------------- | ------------------- | ------------------- | ------------------- | ------------------- | ------------------- | ------------ |  |
|                          | Union pour un mouvement populaire    | UMP                      | 12 923                | 21,58                 | 32                    | 16 716              | 37,04               | 16                  | 9 355               | 37,72               | 14                  | 30                  | 62           |  |
|                          | Parti socialiste                     | SOC                      | 12 889                | 21,53                 | 32                    | 11 838              | 26,23               | 4                   | 8 012               | 32,30               | 9                   | 13                  | 45           |  |
|                          | Union de la droite                   | UD                       | 11 075                | 18,50                 | 29                    |                     |                     |                     |                     |                     |                     |                     | 29           |  |
|                          | Divers droite                        | DVD                      | 5 390                 | 9,00                  | 7                     | 4 221               | 9,35                | 3                   | 1 749               | 7,05                | 2                   | 5                   | 12           |  |
|                          | Union des démocrates et indépendants | UDI                      | 3 193                 | 5,33                  | 6                     | 3 575               | 7,92                | 2                   | 2 600               | 10,48               | 3                   | 5                   | 11           |  |
|                          | Front national                       | FN                       | 3 168                 | 5,29                  | 2                     | 784                 | 1,74                | 0                   | 313                 | 1,26                | 0                   | 0                   | 2            |  |
|                          | Divers gauche                        | DVG                      | 2 397                 | 4,00                  | 4                     | 1 893               | 4,19                | 2                   | 713                 | 2,87                | 3                   | 5                   | 9            |  |
|                          | Union de la gauche                   | UG                       | 2 204                 | 3,68                  | 5                     |                     |                     |                     |                     |                     |                     |                     | 5            |  |
|                          | Europe Écologie Les Verts            | VEC                      | 2 171                 | 3,63                  | 0                     | 812                 | 1,80                | 0                   | 214                 | 0,86                | 0                   | 0                   | 0            |  |
|                          | Parti communiste français            | COM                      | 1 212                 | 2,02                  | 1                     | 1 548               | 3,43                | 0                   | 278                 | 1,12                | 0                   | 0                   | 1            |  |
|                          | Front de gauche                      | FG                       | 1 185                 | 1,98                  | 0                     | 997                 | 2,21                | 0                   | 384                 | 1,55                | 0                   | 0                   | 0            |  |
|                          | Union du centre                      | CEN                      | 427                   | 0,71                  | 0                     |                     |                     |                     |                     |                     |                     |                     | 0            |  |
|                          | Mouvement démocrate                  | MDM                      | 415                   | 0,69                  | 0                     | 200                 | 0,44                | 0                   | 230                 | 0,93                | 0                   | 0                   | 0            |  |
|                          | Divers                               | DIV                      | 345                   | 0,58                  | 1                     | 296                 | 0,66                | 0                   | 159                 | 0,64                | 0                   | 0                   | 1            |  |
|                          | Régionaliste                         | REG                      | 277                   | 0,46                  | 0                     | 293                 | 0,65                | 0                   | 75                  | 0,30                | 0                   | 0                   | 0            |  |
|                          | Debout la République                 | DLR                      | 219                   | 0,37                  | 0                     | 76                  | 0,17                | 0                   | 33                  | 0,13                | 0                   | 0                   | 0            |  |
|                          | Parti radical de gauche              | RDG                      | 200                   | 0,33                  | 0                     | 1 613               | 3,57                | 1                   | 567                 | 2,29                | 0                   | 1                   | 1            |  |
|                          | Extrême droite                       | EXD                      | 115                   | 0,19                  | 0                     | 0                   | 0,00                | 0                   |                     |                     |                     | 0                   | 0            |  |
|                          | Parti de gauche                      | PG                       | 71                    | 0,12                  | 0                     | 88                  | 0,19                | 0                   |                     |                     |                     | 0                   | 0            |  |
|                          | Écologiste                           | ECO                      |                       |                       |                       | 177                 | 0,39                | 0                   | 120                 | 0,48                | 0                   | 0                   | 0            |  |
|                          | Extrême gauche                       | EXG                      |                       |                       |                       | 2                   | 0,00                | 0                   |                     |                     |                     | 0                   | 0            |  |
|                          |                                      |                          |                       |                       |                       |                     |                     |                     |                     |                     |                     |                     |              |  |
| Suffrages exprimés       | Suffrages exprimés                   | Suffrages exprimés       | 59 876                | 98,44                 |                       | 25 605              | 98,20               |                     | 16 873              | 97,25               |                     |                     |              |  |
| Votes blancs             | Votes blancs                         | Votes blancs             | 491                   | 0,81                  | 210                   | 0,81                | 237                 | 1,37                |                     |                     |                     |                     |              |  |
| Votes nuls               | Votes nuls                           | Votes nuls               | 460                   | 0,76                  | 259                   | 0,99                | 241                 | 1,39                |                     |                     |                     |                     |              |  |
| Total                    | Total                                | Total                    | 60 827                | 100                   | 119                   | 26 074              | 100                 | 28                  | 17 351              | 100                 | 31                  | 59                  | 178          |  |
| Abstention               | Abstention                           | Abstention               | 617                   | 1,00                  |                       | 312                 | 1,18                |                     | 162                 | 0,93                |                     |                     |              |  |
| Inscrits / participation | Inscrits / participation             | Inscrits / participation | 61 444                | 99,00                 | 26 386                | 98,82               | 17 513              | 99,07               |                     |                     |                     |                     |              |  |

### Composition du Sénat sortant
| Groupes parlementaires | Groupes parlementaires | Total | Total  | Total  | dont renouvelables | dont renouvelables | dont renouvelables | Présidents de groupe               |
| ---------------------- | ---------------------- | ----- | ------ | ------ | ------------------ | ------------------ | ------------------ | ---------------------------------- |
|                        | CRC                    | 21    | 177    | 50.9 % | 5                  | 82                 | 46.1 %             | Éliane Assassi                     |
|                        | SOC                    | 128   | 177    | 50.9 % | 65                 | 82                 | 46.1 %             | Didier Guillaume                   |
|                        | ÉCO                    | 10    | 177    | 50.9 % | 0                  | 82                 | 46.1 %             | Jean-Vincent Placé                 |
|                        | RDSE                   | 18    | 177    | 50.9 % | 12                 | 82                 | 46.1 %             | Jacques Mézard                     |
| 1                      | RDSE                   | 167   | 48.3 % | 0      | 93                 | 52.8 %             |                    | Jacques Mézard                     |
|                        | UDI-UC                 | 167   | 48.3 % | 31     | 93                 | 52.8 %             | 13                 | François Zocchetto                 |
|                        | UMP                    | 167   | 48.3 % | 130    | 93                 | 52.8 %             | 77                 | Jean-Claude Gaudin                 |
|                        | Non-inscrits           | 167   | 48.3 % | 5      | 93                 | 52.8 %             | 3                  | Délégué : Philippe Adnot           |
| Sièges vacants         | Sièges vacants         | 4     | 4      |        | 4                  | 4                  |                    | Président du Sénat Jean-Pierre Bel |

### Composition du Sénat après le renouvellement
| Groupes parlementaires | Groupes parlementaires | Série 1 Élue en 2011 | Série 1 Élue en 2011 | Série 1 Élue en 2011 | Série 2 Élue en 2014 | Série 2 Élue en 2014 | Série 2 Élue en 2014 | Total | Total  | Total  | Président de groupe               |
| ---------------------- | ---------------------- | -------------------- | -------------------- | -------------------- | -------------------- | -------------------- | -------------------- | ----- | ------ | ------ | --------------------------------- |
|                        | CRC                    | 16                   | 95                   | 55,9 %               | 2                    | 57                   | 32,0 %               | 18    | 151    | 43,4 % | Éliane Assassi                    |
|                        | SOC                    | 63                   | 95                   | 55,9 %               | 49                   | 57                   | 32,0 %               | 111   | 151    | 43,4 % | Didier Guillaume                  |
|                        | ÉCO                    | 10                   | 95                   | 55,9 %               | 0                    | 57                   | 32,0 %               | 10    | 151    | 43,4 % | Jean-Vincent Placé                |
|                        | RDSE                   | 6                    | 95                   | 55,9 %               | 6                    | 57                   | 32,0 %               | 12    | 151    | 43,4 % | Jacques Mézard                    |
| 1                      | RDSE                   | 75                   | 44,1 %               | 0                    | 114                  | 64,0 %               | 1                    | 188   | 54,0 % |        | Jacques Mézard                    |
|                        | UDI-UC                 | 75                   | 44,1 %               | 19                   | 114                  | 64,0 %               | 24                   | 188   | 54,0 % | 43     | François Zocchetto                |
|                        | UMP                    | 75                   | 44,1 %               | 53                   | 114                  | 64,0 %               | 90                   | 188   | 54,0 % | 144    | Jean-Claude Gaudin                |
|                        | Non-inscrits           | 75                   | 44,1 %               | 2                    | 7                    | 7                    | 4,0 %                | 9     | 9      | 2,6 %  | Délégué : Philippe Adnot          |
| Sièges vacants         | Sièges vacants         | 0                    | 0                    | –                    | 0                    | 0                    | –                    | 0     | 0      | –      | Président du Sénat Gérard Larcher |

### Résultats par département
| Département             | Département                     | Sénateur sortant            | Groupe                  | Groupe          | Candidat élu ou réélu        | Groupe | Groupe |
| ----------------------- | ------------------------------- | --------------------------- | ----------------------- | --------------- | ---------------------------- | ------ | ------ |
| 01                      | Ain                             | Sylvie Goy-Chavent          |                         | UDI-UC          | Sylvie Goy-Chavent           |        | UDI-UC |
| 01                      | Ain                             | Jacques Berthou             |                         | SOC             | Patrick Chaize               |        | UMP    |
| 01                      | Ain                             | Rachel Mazuir               |                         | SOC             | Rachel Mazuir                |        | SOC    |
| 02                      | Aisne                           | Pierre André                |                         | UMP             | Pascale Gruny                |        | UMP    |
| 02                      | Aisne                           | Antoine Lefèvre             |                         | UMP             | Antoine Lefèvre              |        | UMP    |
| 02                      | Aisne                           | Yves Daudigny               |                         | SOC             | Yves Daudigny                |        | SOC    |
| 03                      | Allier                          | Gérard Dériot               |                         | UMP             | Gérard Dériot                |        | UMP    |
| 03                      | Allier                          | Mireille Schurch            |                         | CRC             | Claude Malhuret              |        | UMP    |
| 04                      | Alpes-de-Haute-Provence         | Claude Domeizel             |                         | SOC             | Jean-Yves Roux               |        | SOC    |
| 05                      | Hautes-Alpes                    | Pierre Bernard-Reymond      |                         | RASNAG          | Jean-Yves Dusserre           |        | UMP    |
| 06                      | Alpes-Maritimes                 | Jean-Pierre Leleux          |                         | UMP             | Jean-Pierre Leleux           |        | UMP    |
| 06                      | Alpes-Maritimes                 | Colette Giudicelli          |                         | UMP             | Colette Giudicelli           |        | UMP    |
| 06                      | Alpes-Maritimes                 | Louis Nègre                 |                         | UMP             | Louis Nègre                  |        | UMP    |
| 06                      | Alpes-Maritimes                 | Hélène Masson-Maret         |                         | UMP             | Dominique Estrosi Sassone    |        | UMP    |
| 06                      | Alpes-Maritimes                 | Marc Daunis                 |                         | SOC             | Marc Daunis                  |        | SOC    |
| 07                      | Ardèche                         | Yves Chastan                |                         | SOC             | Jacques Genest               |        | UMP    |
| 07                      | Ardèche                         | Michel Teston               |                         | SOC             | Mathieu Darnaud              |        | UMP    |
| 08                      | Ardennes                        | Benoît Huré                 |                         | UMP             | Benoît Huré                  |        | UMP    |
| 08                      | Ardennes                        | Marc Laménie                |                         | UMP             | Marc Laménie                 |        | UMP    |
| 09                      | Ariège                          | Jean-Pierre Bel (Président) |                         | SOC             | Alain Duran                  |        | SOC    |
| 10                      | Aube                            | Philippe Adnot              |                         | RASNAG          | Philippe Adnot               |        | RASNAG |
| 10                      | Aube                            | Yann Gaillard               |                         | UMP             | François Baroin              |        | UMP    |
| 11                      | Aude                            | Roland Courteau             |                         | SOC             | Roland Courteau              |        | SOC    |
| 11                      | Aude                            | Marcel Rainaud              |                         | SOC             | Gisèle Jourda                |        | SOC    |
| 12                      | Aveyron                         | Alain Fauconnier            |                         | SOC             | Alain Marc                   |        | UMP    |
| 12                      | Aveyron                         | Anne-Marie Escoffier        |                         | RDSE            | Jean-Claude Luche            |        | UDI-UC |
| 13                      | Bouches-du-Rhône                | Jean-Claude Gaudin          |                         | UMP             | Jean-Claude Gaudin           |        | UMP    |
| 13                      | Bouches-du-Rhône                | Bruno Gilles                |                         | UMP             | Bruno Gilles                 |        | UMP    |
| 13                      | Bouches-du-Rhône                | Sophie Joissains            |                         | UMP             | Sophie Joissains             |        | UDI-UC |
| 13                      | Bouches-du-Rhône                | Serge Andreoni              |                         | SOC             | Stéphane Ravier              |        | RASNAG |
| 13                      | Bouches-du-Rhône                | Samia Ghali                 |                         | SOC             | Samia Ghali                  |        | SOC    |
| 13                      | Bouches-du-Rhône                | Jean-Noël Guérini           |                         | SOC             | Jean-Noël Guérini            |        | RASNAG |
| 13                      | Bouches-du-Rhône                | Roland Povinelli            |                         | SOC             | Mireille Jouve               |        | RASNAG |
| 13                      | Bouches-du-Rhône                | Isabelle Pasquet            |                         | CRC             | Michel Amiel                 |        | RASNAG |
| 14                      | Calvados                        | Ambroise Dupont             |                         | UMP             | Pascal Allizard              |        | UMP    |
| 14                      | Calvados                        | René Garrec                 |                         | UMP             | François Aubey               |        | SOC    |
| 14                      | Calvados                        | Jean-Léonce Dupont          |                         | UDI-UC          | Jean-Léonce Dupont           |        | UDI-UC |
| 15                      | Cantal                          | Pierre Jarlier              |                         | UDI-UC          | Pierre Jarlier               |        | UDI-UC |
| 15                      | Cantal                          | Jacques Mézard              |                         | RDSE            | Jacques Mézard               |        | RDSE   |
| 16                      | Charente                        | Michel Boutant              |                         | SOC             | Michel Boutant               |        | SOC    |
| 16                      | Charente                        | Nicole Bonnefoy             |                         | SOC             | Nicole Bonnefoy              |        | SOC    |
| 17                      | Charente-Maritime               | Claude Belot                |                         | UMP             | Corinne Imbert               |        | UMP    |
| 17                      | Charente-Maritime               | Daniel Laurent              |                         | UMP             | Daniel Laurent               |        | UMP    |
| 17                      | Charente-Maritime               | siège vacant                | siège vacant            | siège vacant    | Bernard Lalande              |        | SOC    |
| 18                      | Cher                            | Rémy Pointereau             |                         | UMP             | Rémy Pointereau              |        | UMP    |
| 18                      | Cher                            | François Pillet             |                         | UMP             | François Pillet              |        | UMP    |
| 19                      | Corrèze                         | Patricia Bordas             |                         | SOC             | Claude Nougein               |        | UMP    |
| 19                      | Corrèze                         | Bernadette Bourzai          |                         | SOC             | Daniel Chasseing             |        | UMP    |
| 2B                      | Haute-Corse                     | François Vendasi            |                         | RDSE            | Joseph Castelli              |        | RDSE   |
| 2A                      | Corse-du-Sud                    | Nicolas Alfonsi             |                         | RDSE            | Jean-Jacques Panunzi         |        | UMP    |
| 21                      | Côte-d'Or                       | Isabelle Lajoux             |                         | SOC             | Anne-Catherine Loisier       |        | UDI-UC |
| 21                      | Côte-d'Or                       | François Patriat            |                         | SOC             | François Patriat             |        | SOC    |
| 21                      | Côte-d'Or                       | Alain Houpert               |                         | UMP             | Alain Houpert                |        | UMP    |
| 22                      | Côtes-d'Armor                   | Yannick Botrel              |                         | SOC             | Yannick Botrel               |        | SOC    |
| 22                      | Côtes-d'Armor                   | Ronan Kerdraon              |                         | SOC             | Michel Vaspart               |        | UMP    |
| 22                      | Côtes-d'Armor                   | Gérard Le Cam               |                         | CRC             | Christine Prunaud            |        | CRC    |
| 23                      | Creuse                          | Renée Nicoux                |                         | SOC             | Éric Jeansannetas            |        | SOC    |
| 23                      | Creuse                          | Jean-Jacques Lozach         |                         | SOC             | Jean-Jacques Lozach          |        | SOC    |
| 24                      | Dordogne                        | Bernard Cazeau              |                         | SOC             | Bernard Cazeau               |        | SOC    |
| 24                      | Dordogne                        | Claude Bérit-Débat          |                         | SOC             | Claude Bérit-Débat           |        | SOC    |
| 25                      | Doubs                           | Claude Jeannerot            |                         | SOC             | Jean-François Longeot        |        | UDI-UC |
| 25                      | Doubs                           | Martial Bourquin            |                         | SOC             | Martial Bourquin             |        | SOC    |
| 25                      | Doubs                           | Jean-François Humbert       |                         | UMP             | Jacques Grosperrin           |        | UMP    |
| 26                      | Drôme                           | Jean Besson                 |                         | SOC             | Gilbert Bouchet              |        | UMP    |
| 26                      | Drôme                           | Didier Guillaume            |                         | SOC             | Didier Guillaume             |        | SOC    |
| 26                      | Drôme                           | Bernard Piras               |                         | SOC             | Marie-Pierre Monier          |        | SOC    |
| 27                      | Eure                            | Joël Bourdin                |                         | UMP             | Nicole Duranton              |        | UMP    |
| 27                      | Eure                            | Ladislas Poniatowski        |                         | UMP             | Ladislas Poniatowski         |        | UMP    |
| 27                      | Eure                            | Hervé Maurey                |                         | UDI-UC          | Hervé Maurey                 |        | UDI-UC |
| 28                      | Eure-et-Loir                    | Joël Billard                |                         | UMP             | Chantal Deseyne              |        | UMP    |
| 28                      | Eure-et-Loir                    | Gérard Cornu                |                         | UMP             | Gérard Cornu                 |        | UMP    |
| 28                      | Eure-et-Loir                    | Albéric de Montgolfier      |                         | UMP             | Albéric de Montgolfier       |        | UMP    |
| 29                      | Finistère                       | Maryvonne Blondin           |                         | SOC             | Maryvonne Blondin            |        | SOC    |
| 29                      | Finistère                       | Jean-Luc Fichet             |                         | SOC             | Michel Canévet               |        | UDI-UC |
| 29                      | Finistère                       | François Marc               |                         | SOC             | François Marc                |        | SOC    |
| 29                      | Finistère                       | Philippe Paul               |                         | UMP             | Philippe Paul                |        | UMP    |
| 30                      | Gard                            | Jean-Paul Fournier          |                         | UMP             | Jean-Paul Fournier           |        | UMP    |
| 30                      | Gard                            | Françoise Laurent-Perrigot  |                         | SOC             | Vivette Lopez                |        | UMP    |
| 30                      | Gard                            | Simon Sutour                |                         | SOC             | Simon Sutour                 |        | SOC    |
| 31                      | Haute-Garonne                   | Bertrand Auban              |                         | SOC             | Brigitte Micouleau           |        | UMP    |
| 31                      | Haute-Garonne                   | Alain Chatillon             |                         | UMP             | Alain Chatillon              |        | UMP    |
| 31                      | Haute-Garonne                   | Françoise Laborde           |                         | RDSE            | Françoise Laborde            |        | RDSE   |
| 31                      | Haute-Garonne                   | Jean-Jacques Mirassou       |                         | SOC             | Claude Raynal                |        | SOC    |
| 31                      | Haute-Garonne                   | Jean-Pierre Plancade        |                         | RDSE            | Pierre Médevielle            |        | UDI-UC |
| 32                      | Gers                            | Aymeri de Montesquiou       |                         | UDI-UC          | Aymeri de Montesquiou        |        | UDI-UC |
| 32                      | Gers                            | Raymond Vall                |                         | RDSE            | Franck Montaugé              |        | SOC    |
| 33                      | Gironde                         | Alain Anziani               |                         | SOC             | Alain Anziani                |        | SOC    |
| 33                      | Gironde                         | Philippe Madrelle           |                         | SOC             | Philippe Madrelle            |        | SOC    |
| 33                      | Gironde                         | Françoise Cartron           |                         | SOC             | Françoise Cartron            |        | SOC    |
| 33                      | Gironde                         | Gérard César                |                         | UMP             | Gérard César                 |        | UMP    |
| 33                      | Gironde                         | Xavier Pintat               |                         | UMP             | Xavier Pintat                |        | UMP    |
| 33                      | Gironde                         | Marie-Hélène des Esgaulx    |                         | UMP             | Marie-Hélène des Esgaulx     |        | UMP    |
| 34                      | Hérault                         | Marie-Thérèse Bruguière     |                         | UMP             | Jean-Pierre Grand            |        | UMP    |
| 34                      | Hérault                         | Raymond Couderc             |                         | UMP             | François Commeinhes          |        | UMP    |
| 34                      | Hérault                         | Robert Navarro              |                         | SOC             | Robert Navarro               |        | RASNAG |
| 34                      | Hérault                         | Robert Tropéano             |                         | RDSE            | Henri Cabanel                |        | SOC    |
| 35                      | Ille-et-Vilaine                 | Edmond Hervé                |                         | SOC             | Jean-Louis Tourenne          |        | SOC    |
| 35                      | Ille-et-Vilaine                 | Virginie Klès               |                         | SOC             | Sylvie Robert                |        | SOC    |
| 35                      | Ille-et-Vilaine                 | Jacky Le Menn               |                         | SOC             | Françoise Gatel              |        | UDI-UC |
| 35                      | Ille-et-Vilaine                 | Dominique de Legge          |                         | UMP             | Dominique de Legge           |        | UMP    |
| 36                      | Indre                           | Louis Pinton                |                         | UMP             | Louis Pinton                 |        | UMP    |
| 36                      | Indre                           | Jean-François Mayet         |                         | UMP             | Jean-François Mayet          |        | UMP    |
| 67                      | Bas-Rhin                        | Roland Ries                 |                         | SOC             | Jacques Bigot                |        | SOC    |
| 67                      | Bas-Rhin                        | Fabienne Keller             |                         | UMP             | Fabienne Keller              |        | UMP    |
| 67                      | Bas-Rhin                        | Esther Sittler              |                         | UMP             | Guy-Dominique Kennel         |        | UMP    |
| 67                      | Bas-Rhin                        | Francis Grignon             |                         | UMP             | Claude Kern                  |        | UDI-UC |
| 67                      | Bas-Rhin                        | André Reichardt             |                         | UMP             | André Reichardt              |        | UMP    |
| 68                      | Haut-Rhin                       | Patricia Schillinger        |                         | SOC             | Patricia Schillinger         |        | SOC    |
| 68                      | Haut-Rhin                       | Jean-Marie Bockel           |                         | UDI-UC          | Jean-Marie Bockel            |        | UDI-UC |
| 68                      | Haut-Rhin                       | Françoise Boog              |                         | UMP             | René Danesi                  |        | UMP    |
| 68                      | Haut-Rhin                       | Catherine Troendlé          |                         | UMP             | Catherine Troendlé           |        | UMP    |
| 69                      | Rhône                           | Guy Fischer                 |                         | CRC             | Michel Forissier             |        | UMP    |
| 69                      | Rhône                           | Gérard Collomb              |                         | SOC             | Gérard Collomb               |        | SOC    |
| 69                      | Rhône                           | Christiane Demontès         |                         | SOC             | Annie Guillemot              |        | SOC    |
| 69                      | Rhône                           | Muguette Dini               |                         | UDI-UC          | Catherine Di Folco           |        | UMP    |
| 69                      | Rhône                           | Jean-Jacques Pignard        |                         | UDI-UC          | Michel Mercier               |        | UDI-UC |
| 69                      | Rhône                           | François-Noël Buffet        |                         | UMP             | François-Noël Buffet         |        | UMP    |
| 69                      | Rhône                           | Élisabeth Lamure            |                         | UMP             | Élisabeth Lamure             |        | UMP    |
| 70                      | Haute-Saône                     | Yves Krattinger             |                         | SOC             | Michel Raison                |        | UMP    |
| 70                      | Haute-Saône                     | Jean-Pierre Michel          |                         | SOC             | Alain Joyandet               |        | UMP    |
| 71                      | Saône-et-Loire                  | René Beaumont               |                         | UMP             | Jérôme Durain                |        | SOC    |
| 71                      | Saône-et-Loire                  | Jean-Patrick Courtois       |                         | UMP             | Jean-Patrick Courtois        |        | UMP    |
| 71                      | Saône-et-Loire                  | Jean-Paul Émorine           |                         | UMP             | Jean-Paul Émorine            |        | UMP    |
| 72                      | Sarthe                          | Jean-Pierre Chauveau        |                         | UMP             | Jean-Pierre Vogel            |        | UMP    |
| 72                      | Sarthe                          | Marcel-Pierre Cléach        |                         | UMP             | Louis-Jean de Nicolaÿ        |        | UMP    |
| 72                      | Sarthe                          | Roland du Luart             |                         | UMP             | Jean-Claude Boulard          |        | SOC    |
| 73                      | Savoie                          | Jean-Pierre Vial            |                         | UMP             | Jean-Pierre Vial             |        | UMP    |
| 73                      | Savoie                          | Thierry Repentin            |                         | SOC             | Michel Bouvard               |        | UMP    |
| 74                      | Haute-Savoie                    | Jean-Paul Amoudry           |                         | UDI-UC          | Loïc Hervé                   |        | UDI-UC |
| 74                      | Haute-Savoie                    | Jean-Claude Carle           |                         | UMP             | Jean-Claude Carle            |        | UMP    |
| 74                      | Haute-Savoie                    | Pierre Hérisson             |                         | UMP             | Cyril Pellevat               |        | UMP    |
| 76                      | Seine-Maritime                  | Thierry Foucaud             |                         | CRC             | Thierry Foucaud              |        | CRC    |
| 76                      | Seine-Maritime                  | Marie-Françoise Gaouyer     |                         | SOC             | Nelly Tocqueville            |        | SOC    |
| 76                      | Seine-Maritime                  | Didier Marie                |                         | SOC             | Didier Marie                 |        | SOC    |
| 76                      | Seine-Maritime                  | Catherine Morin-Desailly    |                         | UDI-UC          | Catherine Morin-Desailly     |        | UDI-UC |
| 76                      | Seine-Maritime                  | Patrice Gélard              |                         | UMP             | Agnès Canayer                |        | UMP    |
| 76                      | Seine-Maritime                  | Charles Revet               |                         | UMP             | Charles Revet                |        | UMP    |
| 79                      | Deux-Sèvres                     | Michel Bécot                |                         | UMP             | Philippe Mouiller            |        | UMP    |
| 79                      | Deux-Sèvres                     | André Dulait                |                         | UMP             | Jean-Marie Morisset          |        | UMP    |
| 80                      | Somme                           | Pierre Martin               |                         | UMP             | Jérôme Bignon                |        | UMP    |
| 80                      | Somme                           | Daniel Dubois               |                         | UDI-UC          | Daniel Dubois                |        | UDI-UC |
| 80                      | Somme                           | Marcel Deneux               |                         | UDI-UC          | Christian Manable            |        | SOC    |
| 81                      | Tarn                            | Jacqueline Alquier          |                         | SOC             | Philippe Bonnecarrère        |        | UDI-UC |
| 81                      | Tarn                            | Jean-Marc Pastor            |                         | SOC             | Thierry Carcenac             |        | SOC    |
| 82                      | Tarn-et-Garonne                 | Jean-Michel Baylet          |                         | RDSE            | François Bonhomme            |        | UMP    |
| 82                      | Tarn-et-Garonne                 | Yvon Collin                 |                         | RDSE            | Yvon Collin                  |        | RDSE   |
| 83                      | Var                             | François Trucy              |                         | UMP             | David Rachline               |        | RASNAG |
| 83                      | Var                             | Christiane Hummel           |                         | UMP             | Christiane Hummel            |        | UMP    |
| 83                      | Var                             | Hubert Falco                |                         | UMP             | Hubert Falco                 |        | UMP    |
| 83                      | Var                             | Pierre-Yves Collombat       |                         | RDSE            | Pierre-Yves Collombat        |        | RDSE   |
| 84                      | Vaucluse                        | Alain Dufaut                |                         | UMP             | Alain Dufaut                 |        | UMP    |
| 84                      | Vaucluse                        | Alain Milon                 |                         | UMP             | Alain Milon                  |        | UMP    |
| 84                      | Vaucluse                        | Claude Haut                 |                         | SOC             | Claude Haut                  |        | SOC    |
| 85                      | Vendée                          | Philippe Darniche           |                         | RASNAG          | Didier Mandelli              |        | UMP    |
| 85                      | Vendée                          | Jean-Claude Merceron        |                         | UDI-UC          | Annick Billon                |        | UDI-UC |
| 85                      | Vendée                          | Bruno Retailleau            |                         | UMP             | Bruno Retailleau             |        | UMP    |
| 86                      | Vienne                          | Alain Fouché                |                         | UMP             | Alain Fouché                 |        | UMP    |
| 86                      | Vienne                          | Jean-Pierre Raffarin        |                         | UMP             | Jean-Pierre Raffarin         |        | UMP    |
| 87                      | Haute-Vienne                    | Jean-Pierre Demerliat       |                         | SOC             | Marie-Françoise Pérol-Dumont |        | SOC    |
| 87                      | Haute-Vienne                    | Jean-Claude Peyronnet       |                         | SOC             | Jean-Marc Gabouty            |        | UDI-UC |
| 88                      | Vosges                          | Jackie Pierre               |                         | UMP             | Jackie Pierre                |        | UMP    |
| 88                      | Vosges                          | Christian Poncelet          |                         | UMP             | Daniel Gremillet             |        | UMP    |
| 89                      | Yonne                           | Pierre Bordier              |                         | UMP             | Jean-Baptiste Lemoyne        |        | UMP    |
| 89                      | Yonne                           | Henri de Raincourt          |                         | UMP             | Henri de Raincourt           |        | UMP    |
| 90                      | Territoire de Belfort           | Jean-Pierre Chevènement     |                         | RDSE            | Cédric Perrin                |        | UMP    |
| 973                     | Guyane                          | Jean-Étienne Antoinette     |                         | SOC             | Antoine Karam                |        | SOC    |
| 973                     | Guyane                          | Georges Patient             |                         | SOC             | Georges Patient              |        | SOC    |
| 977                     | Saint-Barthélemy                | Michel Magras               |                         | UMP             | Michel Magras                |        | UMP    |
| 978                     | Saint-Martin                    | siège vacant                | siège vacant            | siège vacant    | Guillaume Arnell             |        | RDSE   |
| 986                     | Wallis-et-Futuna                | Robert Laufoaulu            |                         | UMP             | Robert Laufoaulu             |        | UMP    |
| 987                     | Polynésie française             | siège vacant                | siège vacant            | siège vacant    | Teura Iriti                  |        | UDI-UC |
| 987                     | Polynésie française             | Richard Tuheiava            |                         | SOC             | Vincent Dubois               |        | UDI-UC |
|                         | Français établis hors de France | Christian Cointat           |                         | UMP             | Jacky Deromedi               |        | UMP    |
| Robert del Picchia      | Français établis hors de France |                             | Robert del Picchia      | UMP             |                              |        | UMP    |
| André Ferrand           | Français établis hors de France |                             | Olivier Cadic           | UMP             |                              | UDI-UC |        |
| Christophe-André Frassa | Français établis hors de France |                             | Christophe-André Frassa | UMP             |                              | UMP    |        |
| Richard Yung            | Français établis hors de France |                             | SOC                     | Richard Yung    |                              | SOC    |        |
| Claudine Lepage         | Français établis hors de France |                             | SOC                     | Claudine Lepage |                              | SOC    |        |

Nom en gras : sénateur réélu

## Élection du président du Sénat
L'élection du président du Sénat se déroule le 1er octobre 2014. Le choix du candidat de l'UMP donne lieu à un vote interne la veille, remporté par Gérard Larcher, président du Sénat de 2008 à 2011, face à Jean-Pierre Raffarin, ancien Premier ministre. Les autres partis sont représentés par leurs présidents de groupe.
| Candidat / Groupe | Candidat / Groupe  | Candidat / Groupe | Premier tour | Premier tour | Second tour | Second tour |
| Candidat / Groupe | Candidat / Groupe  | Candidat / Groupe | Voix         | %            | Voix        | %           |
| ----------------- | ------------------ | ----------------- | ------------ | ------------ | ----------- | ----------- |
|                   | Gérard Larcher     | UMP               | 145          | 42,15        | 194         | 57,57       |
|                   | Didier Guillaume   | SOC               | 112          | 32,56        | 124         | 36,80       |
|                   | François Zocchetto | UDI-UC            | 45           | 13,08        |             |             |
|                   | Éliane Assassi     | CRC               | 18           | 5,23         | 18          | 5,34        |
|                   | Jacques Mézard     | RDSE              | 13           | 3,78         |             |             |
|                   | Jean-Vincent Placé | ÉCOLO             | 10           | 2,91         |             |             |
|                   | Nathalie Goulet *  | UDI-UC            | 1            | 0,29         |             |             |
|                   | Philippe Marini *  | UMP               |              |              | 1           | 0,30        |
|                   |                    |                   |              |              |             |             |
| Inscrits          | Inscrits           | Inscrits          | 348          | 100,00       | 348         | 100,00      |
| Abstentions       | Abstentions        | Abstentions       | 0            | 0,00         | 2           | 0,57        |
| Votants           | Votants            | Votants           | 348          | 100,00       | 346         | 99,43       |
| Blancs            | Blancs             | Blancs            | 4            | 1,15         | 8           | 2,31        |
| Nuls              | Nuls               | Nuls              | 0            | 0,00         | 1           | 0,29        |
| Exprimés          | Exprimés           | Exprimés          | 344          | 98,85        | 337         | 97,40       |
| * Non candidat    |                    |                   |              |              |             |             |